# Petruskerk (Heidelberg)
De Petruskerk (Duits: Peterskirche) is de oudste kerk van de binnenstad van de Baden-Württemberger plaats Heidelberg. Sinds de late middeleeuwen diende het gebouw vaak als kapel voor de universiteit van Heidelberg. In 1896 werd het de universiteitskerk.

## Geschiedenis

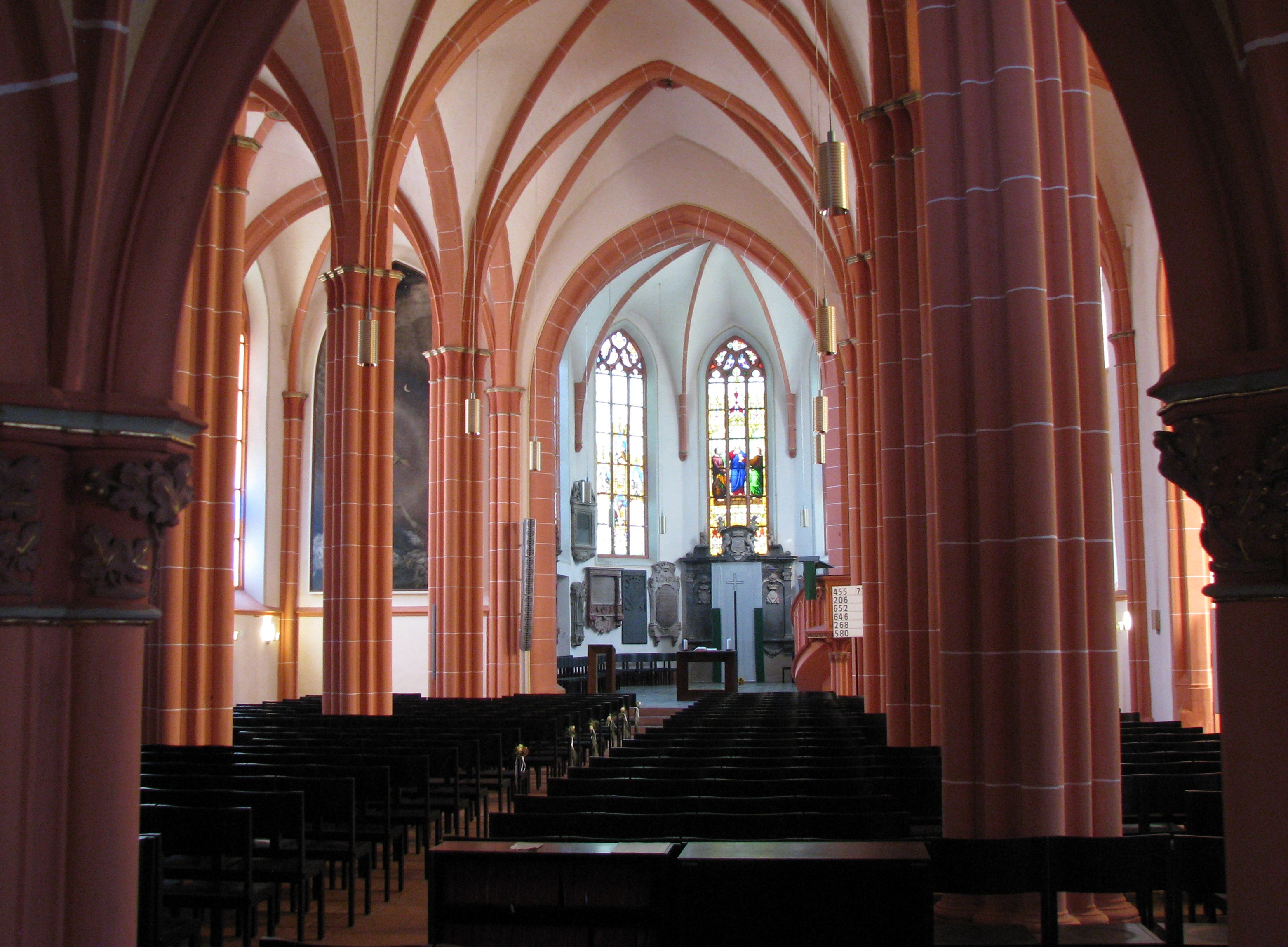
Huidig interieur

De kerk werd al in de 12e eeuw opgericht en is daarmee ouder als Heidelberg zelf. De stichting van de kerk vond vanuit het bisdom Worms plaats, waartoe het gebied waarop Heidelberg tegenwoordig ligt behoorde. De naam van de kerk verwijst naar de relatie met de dom van Worms. In 1225 werd het gebied dan als leengoed aan de paltsgraven toevertrouwd en volgde de stichting van Heidelberg.
De Petruskerk was tot de bouw van de grotere Heilige Geestkerk in de 14e eeuw de parochiekerk van de stad. Talrijke professoren werden in de kerk begraven, waaronder Marsilius van Inghen, de stichtingsrector van de Universiteit Heidelberg. Zijn graf bleef niet bewaard, maar in het jaar 2011 werd ter gelegenheid van het 625-jarig jubileum van de universiteit een plaquette voor Marsilius in een zijkapel onthuld. Aan de binnen- en buitenmuren zijn in totaal rond 150 epitafen van professoren en keurvorstlijk hofpersoneel aangebracht. Een herinneringstafel in de zuidelijke kapel herdenkt de dichteres en humaniste Olympia Fulvia Morata.

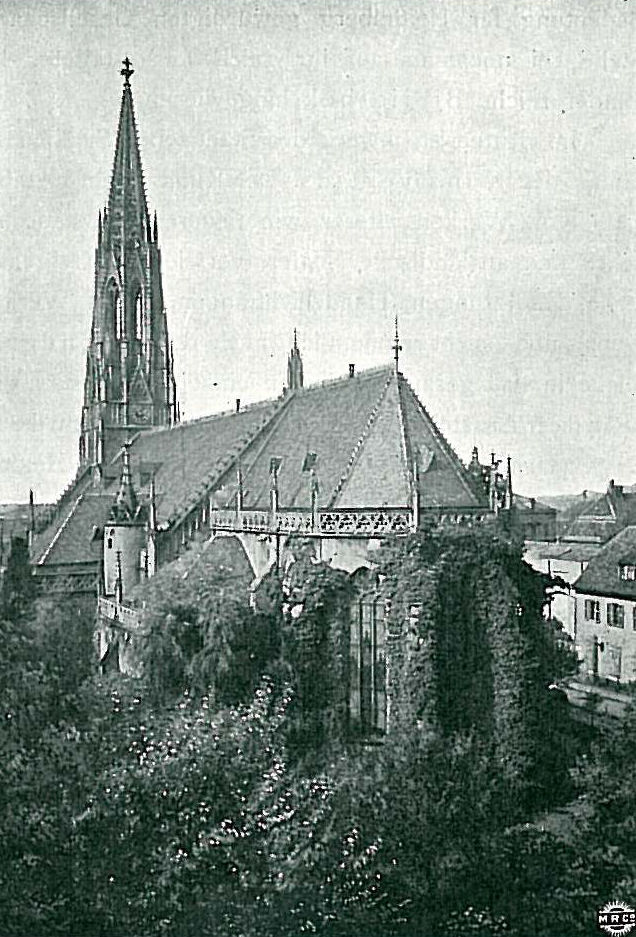
De kerk na de neogotische verbouwing (1896)

In de jaren 1485–1496 vond er een nieuwbouw van de Petruskerk plaats in laatgotische stijl, waarbij de kerk sterk vergroot werd. De eerste steen hiervoor werd op 16 maart 1485 door de kanselier en protonotaris Alexander Bellendörfer († 1512) gelegd, wiens epitaaf bewaard bleef. Deze laatgotische bouw komt qua afmetingen (de ommuring van het koor en kerkschip) goeddeels overeen met de huidige kerk. In 1496 werden aan het kerkschip aan zowel de noordelijke als de zuidelijke kant van het schip twee kapellen aangebouwd. De sacristie aan de zuidelijke kant werd iets later toegevoegd.
Na de verwoesting van de stad in de jaren 1689-1693 restte er van de Petruskerk slechts een uitgebrande ruïne met een torenstomp en volgde de wederopbouw van de kerk met een interieur. Het kerkgebouw boette aan betekenis in toen de calvinistische en de lutherse kerken van Baden in 1821 werden samengevoegd tot één kerkelijke organisatie.
Van 1864 tot 1870 werd de kerk met steun van de universiteit en met uit grondverkoop verkregen middelen onder leiding van Ludwig Franck-Marperger verbouwd tot een drieschepige hallenkerk in neogotische stijl. Ter gelegenheid van de 400e verjaardag van Maarten Luther werd aan de oostelijke kant van de kerk de Luthereik geplant. In het kader van het universiteitsjubileum werd de toren in 1884 naar voorbeeld van de munsterkerk van Freiburg aangepast. Om de spits te behoeden voor schadelijke weersinvloeden werd ze in recentere tijd verborgen achter een dak met koperbedekking.
In 2004-2005 volgde een grondige binnenrenovatie, uit welke tijd ook het nieuw altaar, een nieuwe lezenaar, een nieuw doopvont en een vrijstaand kruis van de kunstenaar Matthias Eder stamt.

## Orgel
Het orgel in de kerk werd in 1984 door de orgelbouwfirma Johannes Klais uit Bonn gebouwd. Het instrument vervoegt over 34 registers verdeeld over drie manualen en pedaal. De speel- en registertracturen zijn mechanisch.

## Ramen
In juli 2006 kreeg de kerk vier nieuwe ramen van de kunstenaar Johannes Schreiter. Drie ramen bevinden zich in de zuidelijke zijkapel (de zogenaamde Universiteitskapel) en thematiseren Ontmoeting, Opstanding en Vervolging. In de noordelijke gebedskapel is het raam Vrede ingebracht. In maart 2008 werd hier eveneens een modern Christusbeeld van de Koreaanse kunstenaar Lee Choon-Mann opgesteld.
Tussen november 2010 en juli 2012 werden vijf eveneens door Schreiter ontworpen nieuwe ramen voor het kerkschip ingebracht. De drie grote gotische ramen verbeelden de Heilige Geest en de Doop op de noordelijke kant en het Hemels Jeruzalem op de zuidelijke kant. Twee kleinere ramen thematiseren Woord en Sacrament.